# شمس الدين البخاري
شَمسُ الدّين البُخَارِي هو عالم فلك فارسي مسلم ولد في مدينة بخارى وعاش في العصر الإلخاني. تفاصيل حياته غير معروفة إذ لم يُذكر في المصادر العربية أو الفارسية، لكنه قد ذُكر في المصادر اليونانية على إنه كان يعمل في مرصد مراغة وتتلمذ على يد نصير الدين الطوسي. كما كان أُستاذًا للفلكي البيزنطي جريجوري تشيونيادس الذي ترجم بعض مؤلفاته وجداوله الفلكية.